# S1NGLE (televisieserie)
S1NGLE is een Nederlandse televisieserie gebaseerd op de gelijknamige krantenstrip van Hanco Kolk en Peter de Wit. De serie werd oorspronkelijk uitgezonden op Net5 en begon op 14 oktober 2008. Het verhaal gaat over drie vriendinnen die samen in een ziekenhuis werken.
Het programma werd verkocht aan de Duitse zender Sixx, om in het Duits nagesynchroniseerd te worden. In Hongarije werd de serie sinds 2 december 2013 uitgezonden op SuperTV2.

## Rolverdeling
| Acteur                  | Personage                    | Opmerkingen |
| ----------------------- | ---------------------------- | ----------- |
| Bracha van Doesburgh    | Fatima Prins                 | Hoofdrol    |
| Eva Van Der Gucht       | Nienke Meppelink             | Hoofdrol    |
| Katja Schuurman         | Stella Deporter              | Hoofdrol    |
| Ja Ram van Ake          | Millie                       | 2008        |
| Pierre Bokma            | Reimko                       | 2010        |
| Myranda Jongeling       | Wilma Meerdink               | 2008-2010   |
| Christopher Parren      | Jeroen                       | 2008-2010   |
| Ellen Parren            | Jolien                       | 2008-2010   |
| Thomas Schoots          | Thomas                       | 2008-2010   |
| Renée Soutendijk        | Edith                        | 2008        |
| Hylke van Sprundel      | Jurriaan Huiskamp            | 2008-2010   |
| Patrick Stoof           | Barry                        | 2008-2010   |
| Edwin de Vries          | Bram Wesseldijk              | 2009-2010   |
| Lineke Rijxman          | Verkoopster                  | 2008-2010   |
| Teun Luijkx             | Vincent                      | 2008-2010   |
| Cas Jansen              | Melle                        | 2008-2009   |
| Mariana Aparicio Torres | Louise (vriendin van Jolien) | 2008-2010   |

### Beschrijving personages
Fatima Prins
Fatima (Bracha van Doesburgh) is een vrouw met lang, blond haar. Ze is enigszins naïef, onnozel en hysterisch.
Nienke Meppelink
Nienke (Eva Van Der Gucht) is een stevig gebouwde vrouw die vaak erg assertief uit de hoek komt. Wanneer ze ongesteld is blijft iedereen vaak angstig uit haar buurt, bang voor haar slechte humeur. Andere gags tonen haar terwijl ze met haar moeder belt, die ze altijd beledigt, beschuldigt of een slecht gevoel bezorgt, al dan niet onbewust.
Stella Deporter
Stella (Katja Schuurman) is een jonge vrouw met lang zwart haar die vrijwel non-stop met mannen naar bed gaat. Stella is flirterig en zelfbewust, maar wordt vaak depressief als iemand haar leeftijd te hoog inschat.

## Seizoenen
Het eerste seizoen werd in Nederland in 2008 uitgezonden tussen 14 oktober en 30 december. Gastrollen werden toen gespeeld door Guy Clemens (Jan Frederik), Raymond Thiry (Kasper Deporter), Kees Boot (Ron), Maarten Heijmans (Sep Deporter) en Wouter de Jong. In Vlaanderen was de serie te zien in het voorjaar van 2009 tussen 13 april en 29 juni.
Toen was in Nederland het tweede seizoen al te zien, dat liep van 7 april 2009 tot 9 juni. In België volgde het tweede seizoen kort op het eerste en werd uitgezonden tussen 31 augustus 2009 en 2 november 2009.
In het tweede seizoen werden er gastrollen gespeeld door onder anderen Dirk Zeelenberg (Hank Egberts), Marlies Heuer (Hanny), Wimie Wilhelm (loodgietersvrouw), Teun Luijkx (Vincent), Daphne Bunskoek (Esmée), Cas Jansen (Melle), Susan Visser (buurvrouw), Fenna Ebbinge (Annemoon), Katja Herbers (Daniëlle) en René van Kooten (Gert-Jan).
Het derde seizoen werd alleen in Nederland uitgezonden, van 23 maart tot 8 juni 2010. Gastrollen in het derde seizoen waren van Ewout Genemans (Davis), Anneke Blok, Fred Goessens, Thomas van Luyn (Tom), Martine Sandifort (Janneke), Pierre Bokma (Reimko), Henriëtte Tol (Mona), Raymonde de Kuyper (tekenlerares), Frans Frederiks (Marcel), Hans Kesting (Michel), Cees Gerdes (Damian) en Frédérique Spigt (Chantal).
Aanvankelijk was het de bedoeling dat er ook een vierde seizoen zou komen, maar Net5 besloot de serie te beëindigen.